# Limonka (rostlina)
Limonka (Limonium) je rod rostlin z čeledi olověncovitých (Plumbaginaceae). V aktuálním pojetí zahrnuje téměř 600 druhů rozšířených převážně v mírných a subtropických oblastech obou polokoulí. Typovým druhem je limonka obecná (Limonium vulgare), vyskytující se v západní Evropě.

## Popis
Jsou to většinou vytrvalé, zřídka jednoleté byliny, vzácně polokeře s výškou 10 až 70 cm. Vytvářejí oddenky nebo odnože. Lodyha je často stlačená nebo křídlatá. Listy jsou často pohromadě v bazální listové růžici, méně často jsou rozmístěny na lodyze, pak jsou střídavé, řapíkaté nebo přisedlé, většinou jednoduché, zřídka složené. Často tečkované, obvykle kožovité listové čepele mají hladký nebo zubatý okraj.
Koncová, často rozvětvená, převážně latnatá až chocholičnatá květenství jsou umístěna na více či méně dlouhých květních stopkách, někdy formují též stažený jednostranný hrozen či klas. Květy, které jsou nanejvýš velmi krátce stopkaté, jsou podepřeny třemi nebo čtyřmi listeny. Okraje listenů jsou obvykle široce blanité.
Oboupohlavné květy jsou paprsčitě souměrné (aktinomorfní) a pětičetné. Pět kališních lístků je trubkovitě nebo nálevkovitě srostlých. Pětižebrová kališní trubka je lysá nebo chlupatá a báze je přímá nebo šikmá. Suchomázdřité zuby kališních lístků jsou protáhlé až trojúhelníkovité, někdy jsou lístky více či méně srostlé a pouze okraj kališních lístků je vroubkovaný. Pět dlouze protažených korunních lístků je na bázi srostlých. Jejich barvy se pohybují od bílé po levandulovou a žlutou. Je zde pouze jeden kruh s pěti tyčinkami. Tyčinky jsou srostlé s bází korunních lístků. Semeník je obvejčitý se špičatým horním koncem. Hnědozelené, obvejčité plody – tobolky jsou obvykle uzavřeny odolným kalichem, často včetně uschlých zbytků koruny, a obsahují pouze jedno semeno.

Základní chromozómové číslo je x = 8 nebo 9.

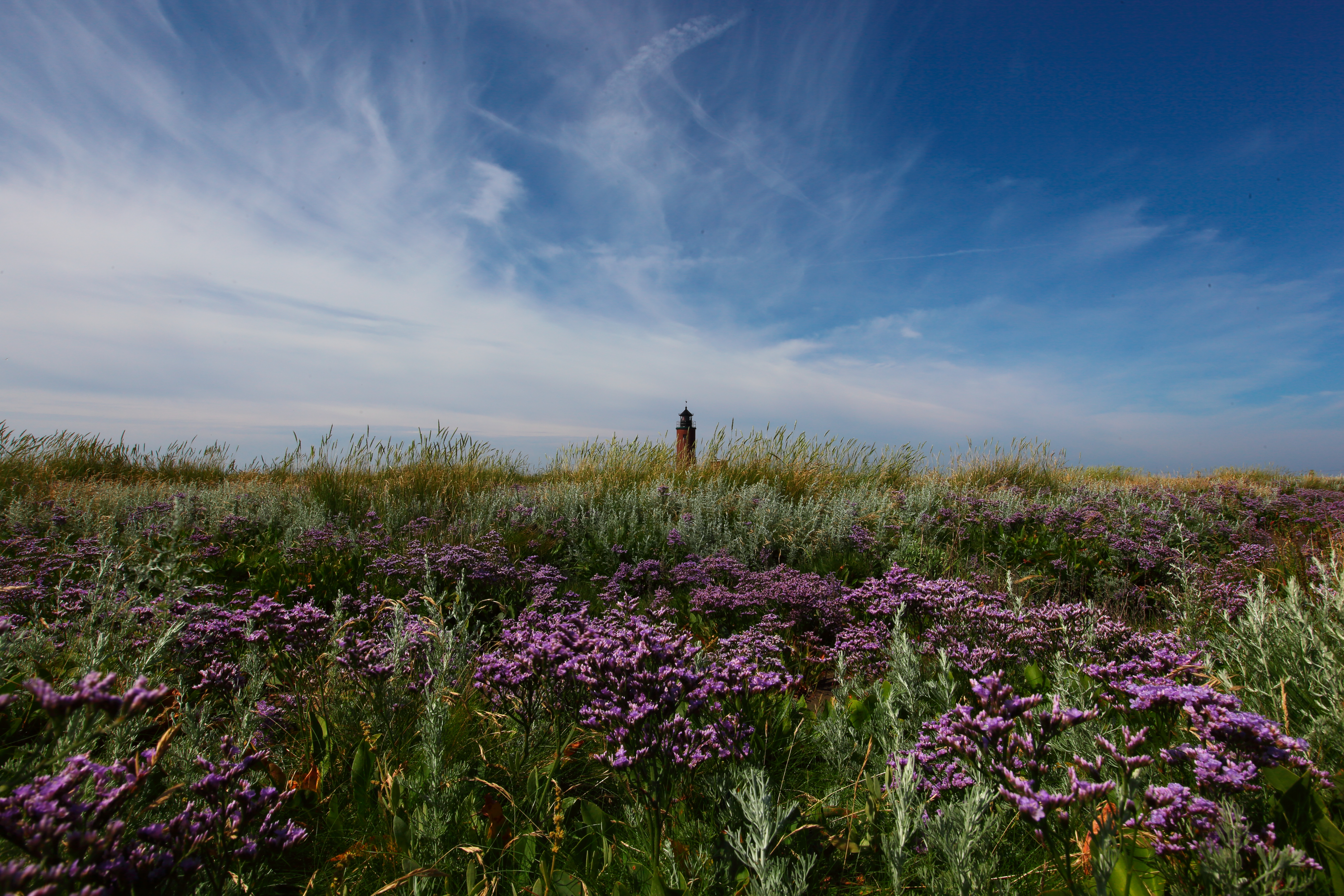
Porost limonky obecné na dunách v severním Německu

## Ekologie a rozšíření
Mnoho druhů rodu Limonium patří mezi slanomilné rostliny (halofyty). Typickými biotopy, na kterých se vyskytují, jsou skaliska nad mořským pobřežím v dosahu slaného spreje z příboje, kde tvoří významnou složku vegetace spolu s motarem přímořským a dalšími halofyty (fytocenologická třída Crithmo-Staticetea), dále vyrůstají na plážových dunách, bahnitých náplavech wattových moří, v pobřežních zasolených lagunách, ale též na vnitrozemských slaniscích a halofilních loukách.
Areál rodu zahrnuje mírné a subtropické oblasti všech kontinentů, s ojedinělými přesahy do tropů (východní Afrika, jihovýchodní Asie, severní Austrálie, Karibik). Největší druhové pestrosti dosahuje ve Středomoří a ve Střední Asii, kde existuje i množství úzce endemických a taxonomicky složitých drobných druhů. Ve střední Evropě roste limonka obecná (Limonium vulgare) v oblastech okolo Severního moře, na jižní Slovensko okrajově zasahuje poddruh limonka Gmelinova podunajská (Limonium gmelinii subsp. hugaricum). V české flóře se přirozeně nevyskytuje žádný z druhů, některé (limonka chobotnatá, limonka Gmelinova) jsou zde ale okrasně pěstovány a přechodně zplaňují.

## Využití
Některé druhy limonek patří k oblíbeným okrasným rostlinám, například jako skalničky. Vzhledem k dekorativním vytrvalým kalichům se používají též k sušení a do suchých vazeb.

## Galerie

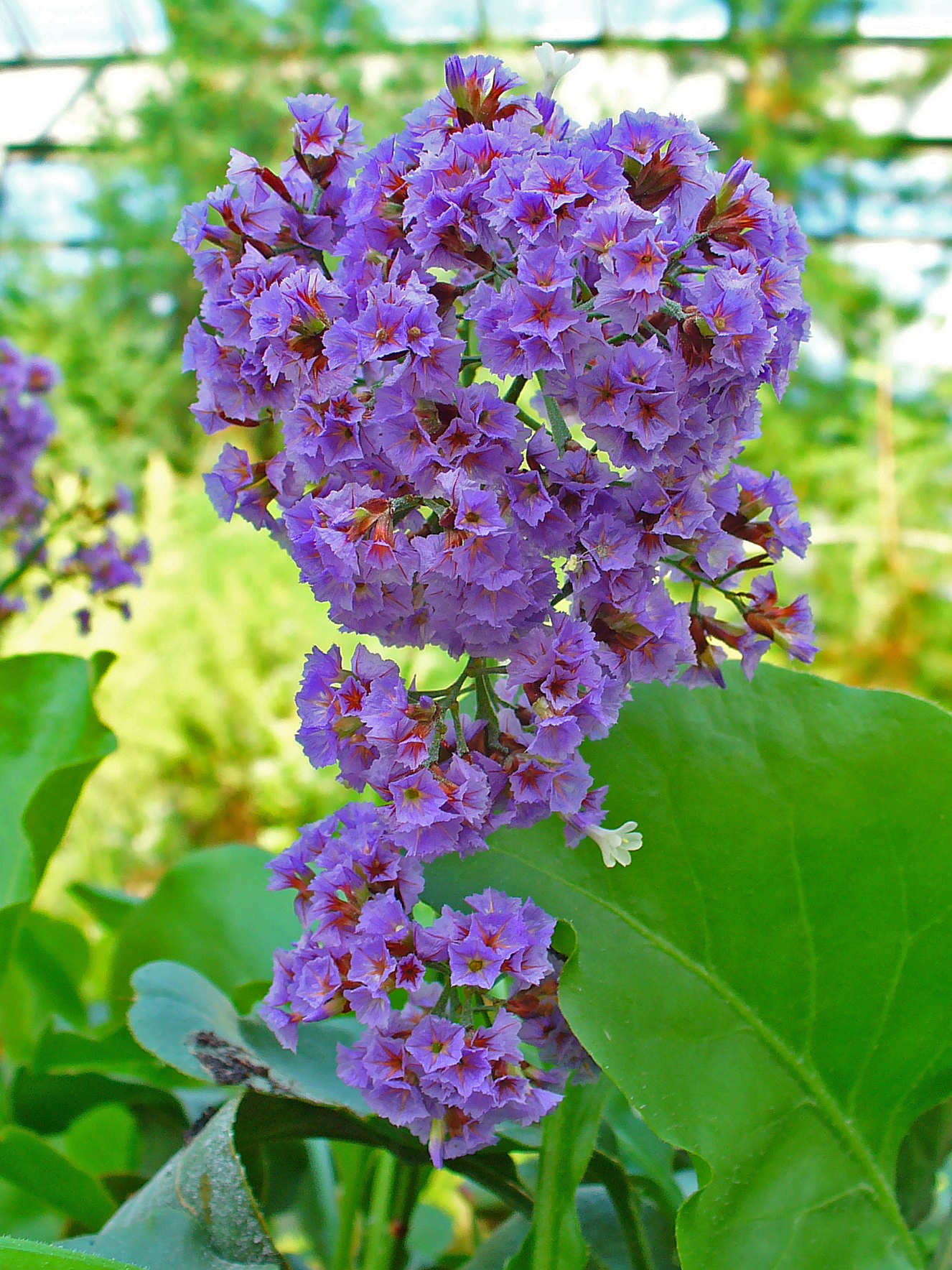
Limonium arborescens původem z Kanárských ostrovů
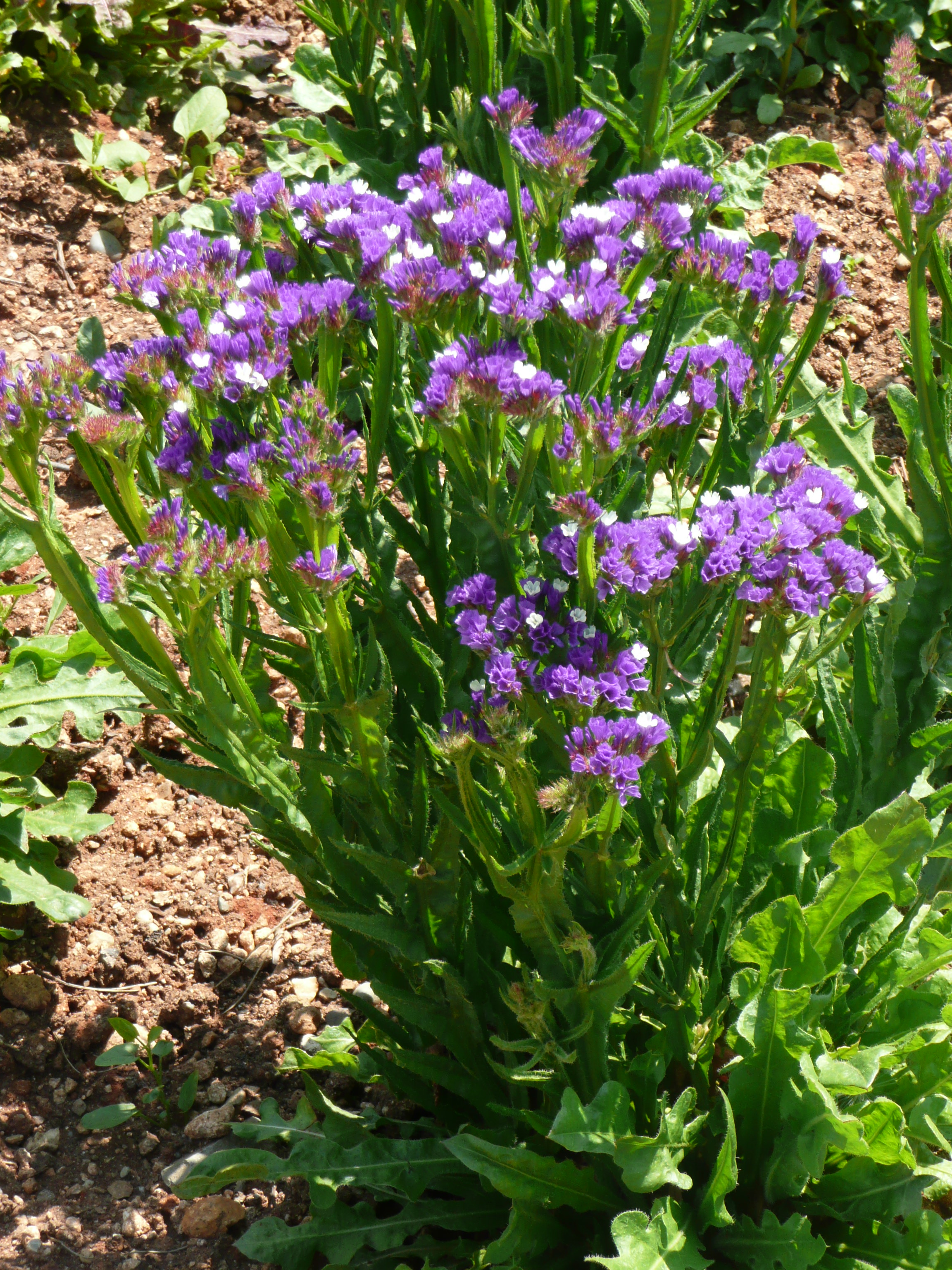
Limonium sinuatum na záhoně
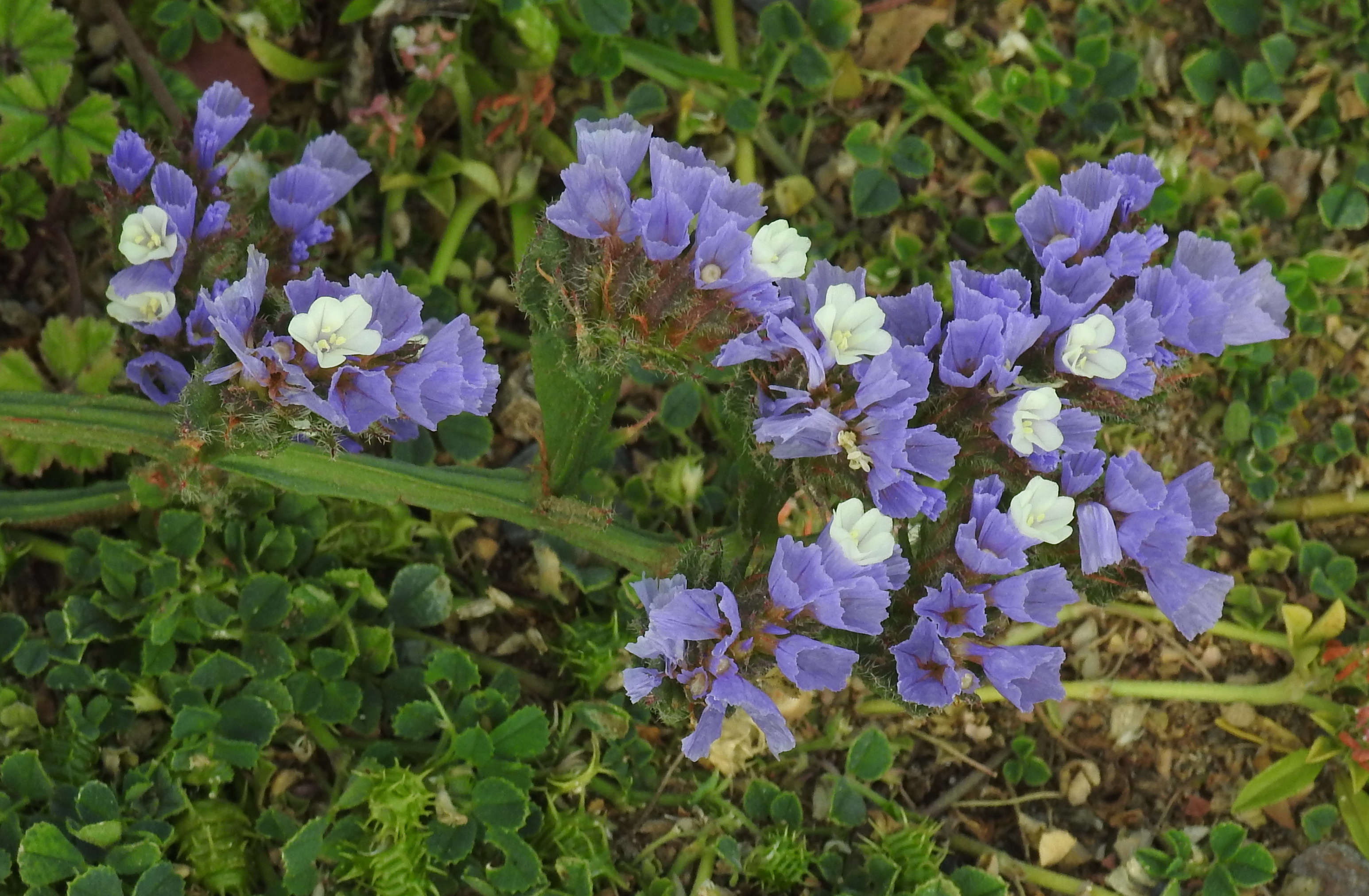
Limonka chobotnatá – detail květenství
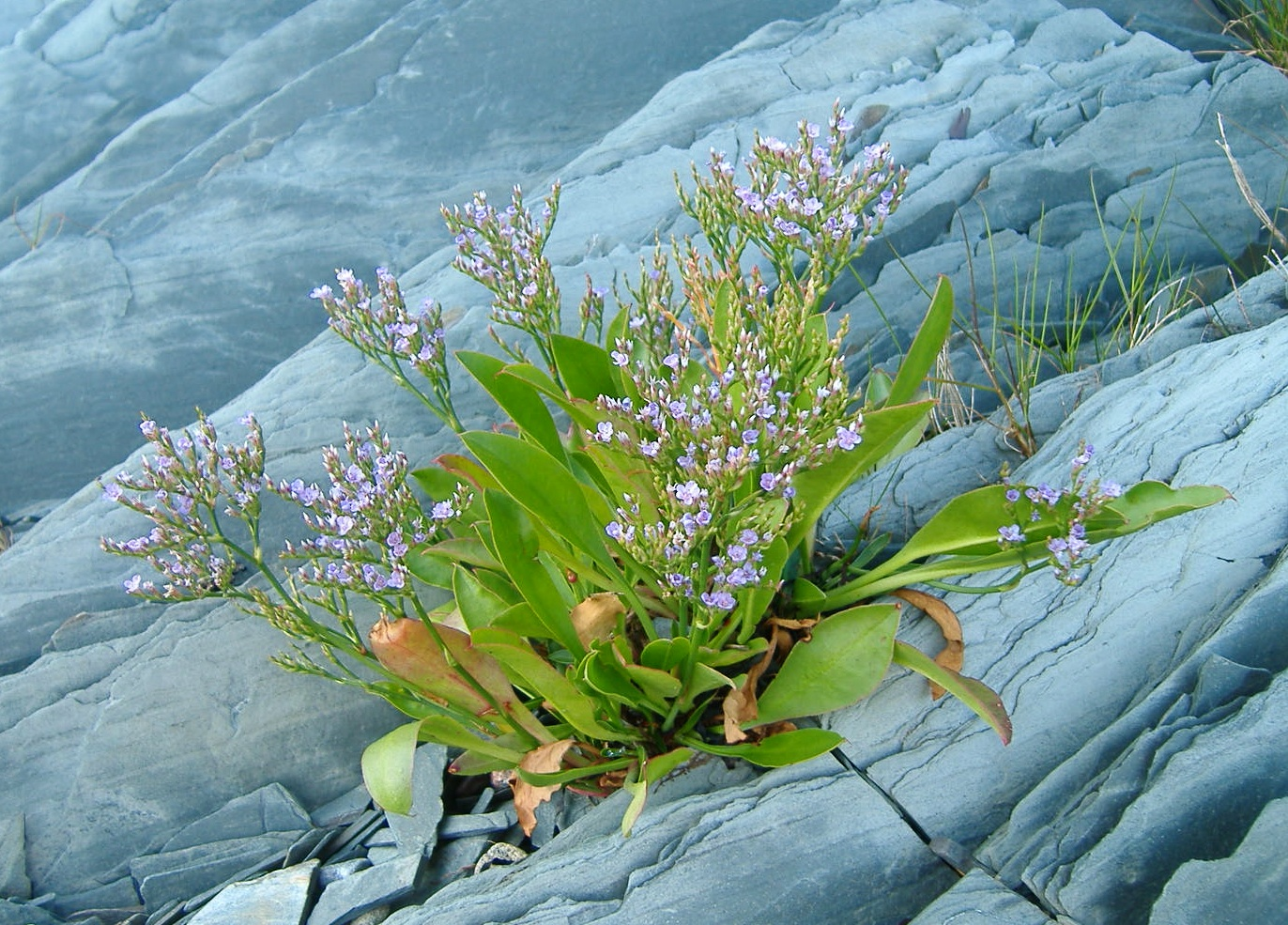
Limonium carolinianum – východní pobřeží Severní Ameriky
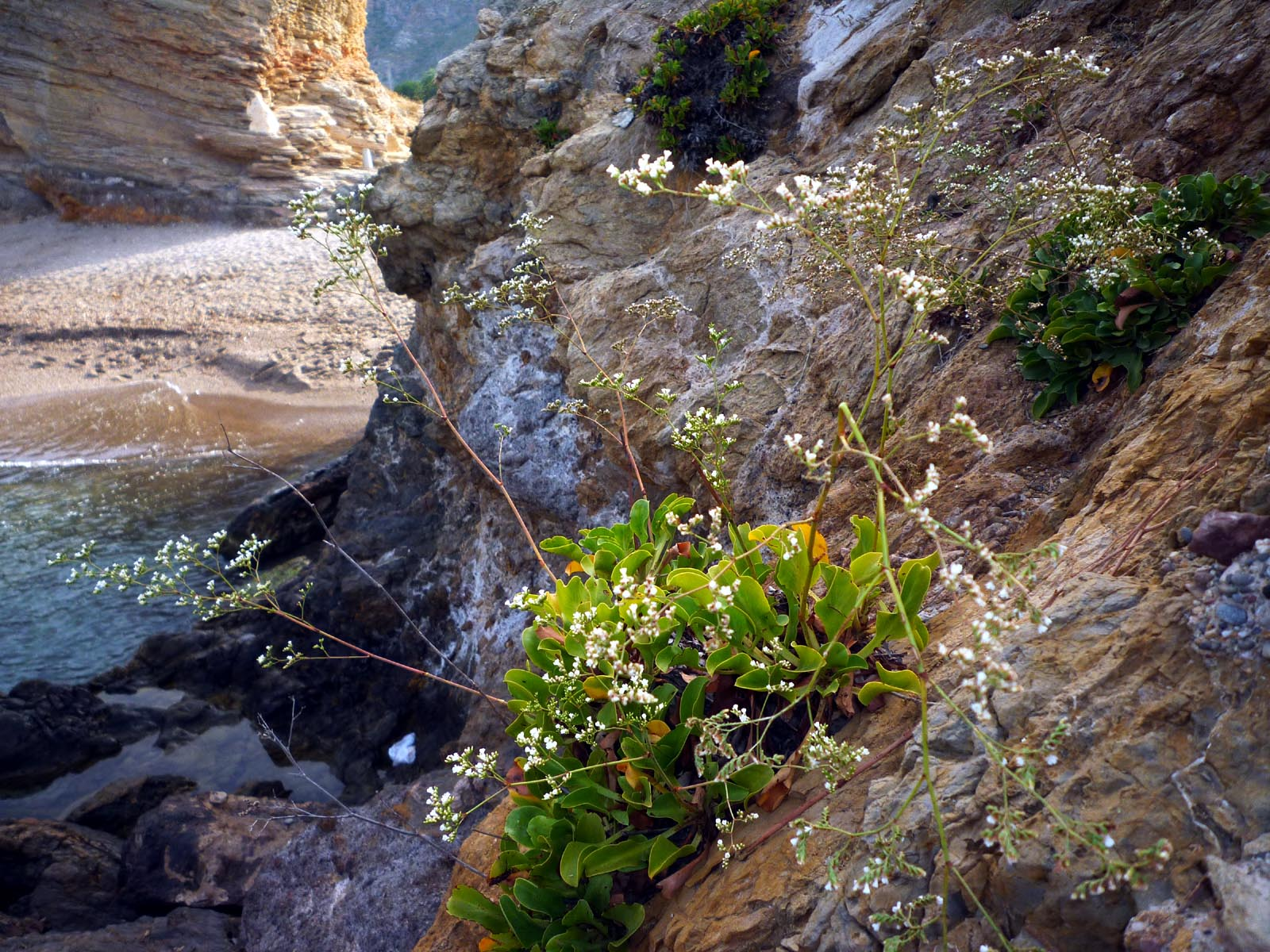
Limonium cossonianum – západní Středomoří
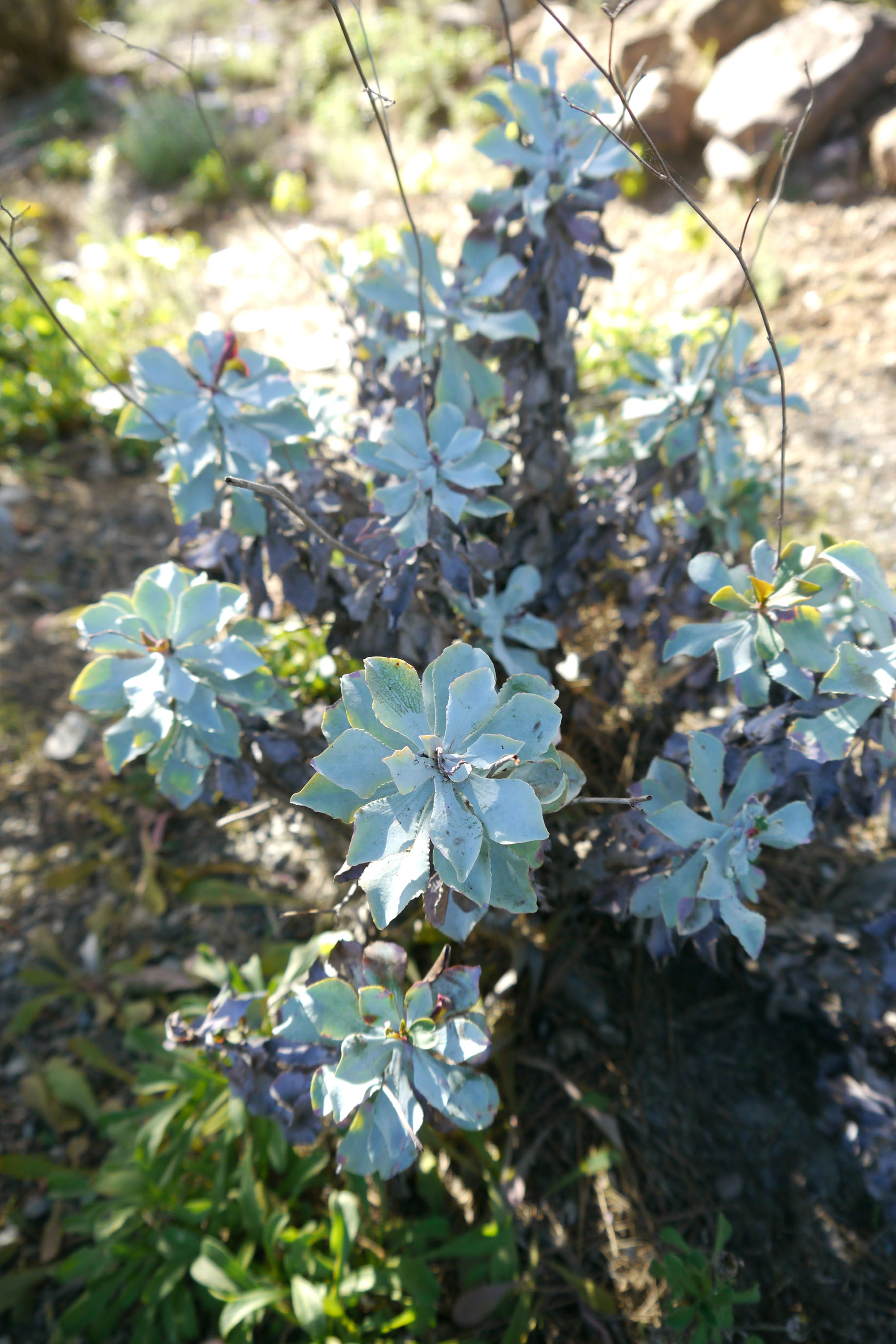
Limonium estevei – Španělsko
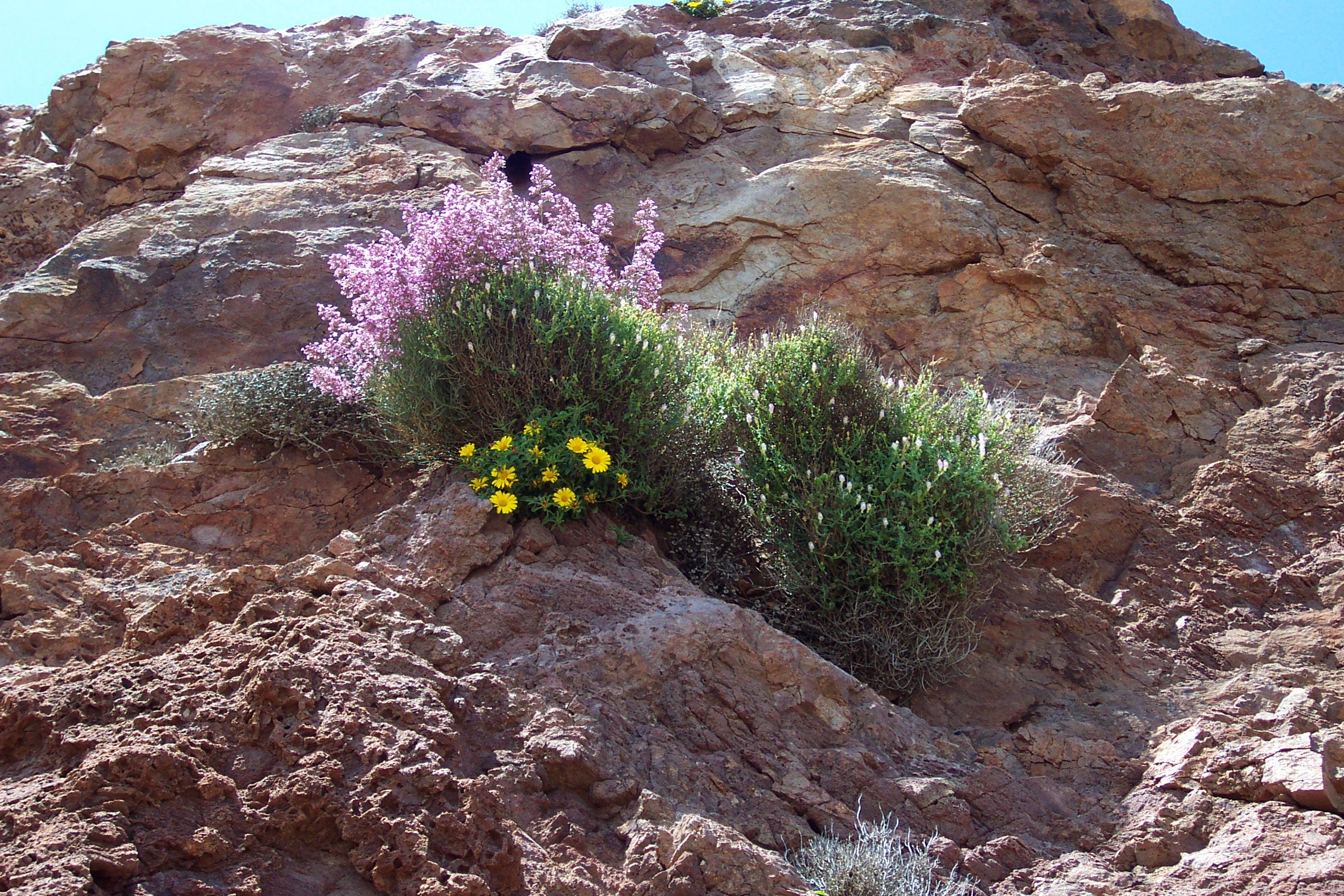
Limonium insigne spolu s hledíčkem Antirrhinum charidemi a hvězdičkou přímořskou ve Španělsku